# Miasta w Osetii Południowej
Według danych oficjalnych pochodzących z 2011 roku Osetia Południowa posiadała tylko 2 miasta. Stolica kraju Cchinwali liczyło około 30 tys. mieszkańców; a Kwaisa około 2000 mieszkańców.

## Największe miasta w Osetii Południowej
Największe miasta w Osetii Południowej według liczebności mieszkańców:
| L.p. | Miasto              | Rejon     | Liczba ludności |
| ---- | ------------------- | --------- | --------------- |
| 1.   | Cchinwali (Цхинвал) | Cchinwali | ok. 30 000      |
| 2.   | Kwaisa (Къуайса)    | Dżawa     | ok. 2000        |

## Alfabetyczna lista miast w Osetii Południowej
(w nawiasie nazwa oryginalna w języku osetyńskim i gruzińskim)
- Cchinwali (oset. Цхинвал, gruz. ცხინვალი)
- Kwaisa (oset. Къуайса, gruz. კვაისა)